# Vladařova nová škola
Vladařova nová škola (v anglickém originálu The Emperor's New School) je americký animovaný televizní seriál vytvořený Markem Dindalem. Seriál má dvě řady a byl vysílán na stanici Disney Channel v období od ledna 2006 do listopadu 2008. Jedná se o druhé pokračování filmu Není král jako král z roku 2000. Prvním pokračováním se stal film Není Kronk jako Kronk z roku 2005. Hlavní postavou je chlapec Kuzco, který musí absolvovat Kuzcovu akademii, aby se stal vladařem své říše. Yzma, Kuzcova bývalá poradkyně, na něj vymýšlí různé sabotáže, aby se vladařkou stala místo něj. Jejím pomocníkem je Kronk, zatímco Kuzcovi pomáhá vesničan Pacha a spolužačka Malina. Seriál obsahuje prvky komedie. Hlavní postava často vystupuje z děje a mluví přímo k divákům.
Společnost Walta Disneye vytvořila seriál poté, co film Není král jako král získal vysoké hodnocení. Většina z obsazení filmu zopakovala své role. Pro první řadu J. P. Manoux nahradil Davida Spadeho v roli Kuzca a Fred Tatasciore namluvil Pacha, dokud se ve druhé řadě nevrátil původní herec John Goodman. Pro seriál byla použita tradiční 2D animace k zachování prvků charakteristického uměleckého stylu z filmu. Bylo zvoleno středoškolské prostředí, aby se vyobrazila Kuzcova nedostatečná sociální etiketa a byly použity dějové linie založené na každodenních výzvách dospívání.
V lednu 2006 měla Vladařova nová škola premiéru na čtyřech platformách: Disney Channel, ABC, Toon Disney a Disney Channel On Demand. Seriál byl zrušen po smrti Earthy Kittové v roce 2008. Obě řady byly distribuovány prostřednictvím digitálního stahování v iTunes Store a streamovány prostřednictvím Disney +. Seriál přijal protichůdné recenze od kritiků; několik recenzentů ocenilo humor a dabing, ale jiní považovali postavy za nelibé a kritizovali sexistickou objektivizaci Maliny. Seriál byl také kritizován za nedostatek vzdělávací hodnoty a časté projevy sociálně agresivního chování.

## Přehled

### Děj a postavy
Vladařova nová škola sleduje příběhy Kuzca, drzého vladaře, který musí absolvovat Kuzcovu akademii, aby získal svůj titul vladaře Kuzcovy říše. Tento požadavek na vzdělání vyjde najevo v den Kuzcových narozenin, kdy očekával oficiální převzetí trůnu; místo toho je ale vystěhován ze svého vlastního paláce. Navzdory tomu, že se seriál odehrává v předkolumbovské éře, se Kuzcova akademie podobá moderní střední škole v americkém stylu. Příběh se často zaměřuje na Kuzcovy životní lekce, například na důležitost přátelství a tvrdé práce. Seriál se také zabývá tématy jako je tlak vrstevníků, sebeúcta a odpovědnost.
Kuzcova bývalá královská poradkyně Yzma se maskuje jako ředitelka akademie, Amzy, a opakovaně se mu pokouší zabránit v absolvování, aby mohla získat trům pro sebe místo něj. Je motivována osobními ambicemi a touhou pomstít se Kuzcovi kvůli tomu, jak jí ponižovat a špatně s ní zacházel v době, kdy mu sloužila jako poradkyně. V první řadě je Kuzco často přeměňován lektvary z Yzminy laboratoře na zvířata, obvykle proto, aby zmařila jeho úsilí dokončit školní úkoly. Kronk, pomocník Yzmy, se vydává v Kuzcově akademii za Kuzcova spolužáka. Ačkoli je Kronk protivník, je méně nevyzpytatelný než Yzma a je poháněn spíše pocitem loajality k ní.
Jako student žije Kuzco s rolníkem Pachou, jeho ženou Chichou a jejich dětmi Chacou, Tipem a Yupim. Skromný dům rodiny se velmi liší od přepychového královského paláce, v němž předtím Kuzco žil. Přes svůj odlišný životní styl působí Pacha jako Kuzcův druhý otec a pomáhá mu s jeho úkoly. Jednou třeba Pacha trénuje Kuzca na závod, aby složil zkoušku z hodiny tělesné výchovy. Kuzcovi také pomáhá Malina, roztleskávačka a „prezidentka každého klubu“. Charakteristická je svou inteligencí a popularitou. Občas Kuzcovi domlouvá a nadává mu za jeho narcismus, necitlivost a rozmazlené chování. Kuzco, který je do Maliny zamilovaný, ji často označuje jako „hottie hot hottie“. Mezi další vedlejší postavy patří například Kuzcův učitel, pan Moleguaco. Zatímco pan Moleguaco - jehož jméno je hříčka na „guacamole“ - je moudrý a obecně nápomocný učitel, je také temperamentní a často frustrovaný Kuzcovými fóry.

### Souvislost a humor
Vladařova nová škola je druhým pokračováním filmu Není král jako král z roku 2000. Prvním pokračováním se stal film z roku 2005 Není Kronk jako Kronk. Seriál se odehrává po událostech z filmu Není král jako král a měl premiéru zhruba měsíc po vydání Není Kronk jako Kronk. Mezi zdroje humoru patří několik běžných vtipů a témat z původního filmu, například Yzmě se stane něco směšného, kdykoli Kronk zatáhne za špatnou páku do Yzminy tajné laboratoře, mezitím Kronk připravuje své talíře a špenátové obláčky. Mezi seriálem a filmem jsou ale i zjevné nesrovnalosti. Například Kuzco se vrátil ke své původní narcistické osobnosti a zdánlivě narušil osobní růst, kterému dospěl v průběhu filmu. Mezitím se Yzma vrací do seriálu jako člověk, přestože byla ve filmu naposledy viděna poté, co se proměnila v kočku. Kronk odkazuje Yzminu proměnu v kočku v první řadě v epizodě „Vladařův nový mazlíček“ a její návrat k lidské bytosti je popsán ve filmu Není Kronk jako Kronk.
Seriál využívá k zaujmutí dětí komedii a vtip. Jacqueline Cutlerová, která psala pro Zap2it, popsala humor Vladařovy nové školy jako podobný estrádě. Seriál má rovněž podobný „sebevědomý“ přístup k původnímu filmu tím, že pokračuje v dvojí roli Kuzca jako protagonisty a vypravěče. Kuzco hovoří přímo s diváky, jako ve filmu, a upravuje epizody tak, aby odpovídaly jeho preferencím. Mezi příklady tohoto vyprávění patří Kuzco, který zastavil scénu, aby učinil sarkastický komentář nebo nakreslil své myšlenky na papír. Čmáranice - které se staly základem celé epizody - byly jedním z opakujících se schémat série. Výkonný producent Bobs Gannaway popsal seriál jako „doteky postmodernismu“ kvůli těmto interakcím s publikem.